# Kurtosis
In de kansrekening en de statistiek is kurtosis (Grieks: κύρτωσις, kurtosis, welven, krommen) of welving (gewelfdheid), (ook wel platheid genoemd) een maat voor de 'staartvormigheid' van een kansverdeling. Zowel de parameter zelf als de schatter daarvan worden met kurtosis aangeduid. Een hoge kurtosis wijst op een verdeling met lage kans op extreme uitschieters, vanwege de staartvorm. Dit houdt in dat een relatief groot deel van de variantie veroorzaakt wordt door zeldzame extreme waarden. Een lage kurtosis wijst op een platte verdeling. Hier wordt de variantie voornamelijk veroorzaakt door een groter deel minder extreme waarden. Soms wordt er gezegd dat kurtosis gerelateerd is aan de 'piekvormigheid', maar dat is incorrect.

## Definitie
Voor kurtosis worden in de statistische literatuur twee verschillende definities gebruikt. Als eerste, wordt kurtosis gedefinieerd als het vierde gestandaardiseerde moment:
{\displaystyle \gamma '_{2}={\frac {\mu _{4}}{\sigma ^{4}}}={\frac {\operatorname {E} [(X-{\mu })^{4}]}{(\operatorname {E} [(X-{\mu })^{2}])^{2}}}}
waarin {\displaystyle \mu _{4}={\rm {E}}(X-\mu )^{4}} het vierde centrale moment is, en {\displaystyle \sigma } de standaarddeviatie.
Voor een normale verdeling is {\displaystyle \gamma '_{2}=3}. Om vergelijking met de normale verdeling te vergemakkelijken, wordt algemeen de volgende definitie van kurtosis gehanteerd, die ook wel exces kurtosis genoemd wordt.
{\displaystyle \gamma _{2}=\gamma '_{2}-3}
Een wiskundige theoretische reden voor deze aangepaste definitie is dat de kurtosis nu gelijk is aan het quotiënt van het vierde cumulant ({\displaystyle \kappa _{4}}) en het kwadraat van de tweede cumulant ({\displaystyle \kappa _{2}}, die gelijk is aan de variantie).
{\displaystyle \gamma _{2}={\frac {\kappa _{4}}{\kappa _{2}^{2}}}}
Een praktische reden is dat volgens deze formule de normale verdeling een kurtosis gelijk aan nul heeft.
- Een positieve kurtosis duidt op een stevige piekvorm van de kansverdeling, dit wordt leptokurtisch genoemd. Voorbeelden van leptokurtische verdelingen zijn de laplaceverdeling en de logistische verdeling.
- Een negatieve kurtosis duidt op een platte vorm van de kansverdeling, dit wordt platykurtisch genoemd. Voorbeelden hiervan zijn de uniforme verdeling. De meest platykurtische verdeling is de Bernoulli-verdeling met parameter {\displaystyle p=1/2}, deze heeft een kurtosis van –2.
- Verdelingen met kurtosis 0 worden mesokurtosisch genoemd. Voorbeelden hiervan zijn de normale verdelingen.

## Eigenschappen
- Als {\displaystyle X} normaal verdeeld is, is {\displaystyle \gamma _{2}(X)=0}.
- Als {\displaystyle Y} de som is van {\displaystyle n} onafhankelijke, identiek als {\displaystyle X} verdeelde stochastische variabelen, dan is {\displaystyle \gamma _{2}(Y)=\gamma _{2}(X)/n}.
- Als {\displaystyle X_{1},\ldots ,X_{n}} onderling onafhankelijke stochastische variabelen zijn, alle met dezelfde variantie, geldt:

{\displaystyle \gamma _{2}\left(\sum _{i=1}^{n}X_{i}\right)={\frac {1}{n^{2}}}\sum _{i=1}^{n}\gamma _{2}(X_{i})}.
NB: deze drie eigenschappen gelden voor {\displaystyle \gamma _{2}} en niet voor {\displaystyle \gamma '_{2}}.

## Steekproefkurtosis
De kurtosis van een verdeling kan geschat worden op basis van de uitkomst {\displaystyle x_{1},\ldots ,x_{n}} van een aselecte steekproef uit de verdeling. De steekproefkurtosis is de momentschatter van de kurtosis:
{\displaystyle g_{2}={\frac {n\,\sum _{i=1}^{n}(x_{i}-{\overline {x}})^{4}}{\left(\sum _{i=1}^{n}(x_{i}-{\overline {x}})^{2}\right)^{2}}}-3}
waarin {\displaystyle {\overline {x}}} het steekproefgemiddelde is.
Omdat dit geen zuivere schatter voor de populatiekurtosis is, wat wil zeggen dat {\displaystyle {\rm {E}}g_{2}\neq \gamma _{2}}, wordt in praktijk, en in de meeste softwarepakketten, meestal de volgende, wel zuivere, schatter gebruikt
{\displaystyle G_{2}={\frac {n-1}{(n-2)(n-3)}}((n+1)\,g_{2}+6)}